# Łucznictwo na Letnich Igrzyskach Olimpijskich 1908 – runda podwójna mężczyzn
Runda podwójna mężczyzn była jedną z konkurencji łuczniczych na Letnich Igrzyskach Olimpijskich 1908. Odbyła się w dniach 17-18 lipca 1908. Uczestniczyło 27 zawodników z 3 państw.
W rundzie podwójnej zawodnicy oddali 72 strzały ze 100 jardów, 48 strzałów z 80 jardów i z 24 strzałów z 40 jardów. Łączna liczba strzałów w rundzie podwójnej wynosiła 288.

## Wyniki
| Miejsce | Zawodnik                | Wynik    |
| ------- | ----------------------- | -------- |
| 1       | William Dod             | 815      |
| 2       | Reginald Brooks-King    | 768      |
| 3       | Henry B. Richardson     | 760      |
| 4       | John Penrose            | 709      |
| 5       | John Bridges            | 687      |
| 6       | Harold James            | 652      |
| 7       | Theodore Robinson       | 647      |
| 8       | Hugh Nesham             | 643      |
| 9       | John Keyworth           | 622      |
| 10      | Charles Keene           | 543      |
| 11      | Capel Pownall           | 532      |
| 12      | John Stopford           | 530      |
| 13      | Robert Backhouse        | 516      |
| 14      | Robert Heathcote        | 476      |
| 15      | Geoffrey Cornewall      | 430      |
| 16      | Henri Berton            | 425      |
| 17      | Eugène Richez           | 418      |
| 18      | Charles Coates          | 413      |
| 19      | Eugène Grisot           | 410      |
| 20      | Louis Vernet            | 385      |
| 21      | Richard Bagnall-Oakeley | 374      |
| 22      | Louis-Albert Salingré   | 347      |
| 23      | Albert Dauchez          | 280      |
| 24      | Charles Quervel         | 241      |
| 25      | Édouard Beaudoin        | 215      |
| 26      | Gustave Cabaret         | 191      |
| 27      | Alfred Poupart          | 36 (DNF) |